# Cesare Pirzio Biroli
Cesare Pirzio Biroli (Siderno Marina, 24 maggio 1863 – Gasr Bu Hàdi, 29 aprile 1915) è stato un militare italiano, che come ufficiale prestò servizio in ambito coloniale, combattendo in Libia dal 1911 al 1915.

## Biografia

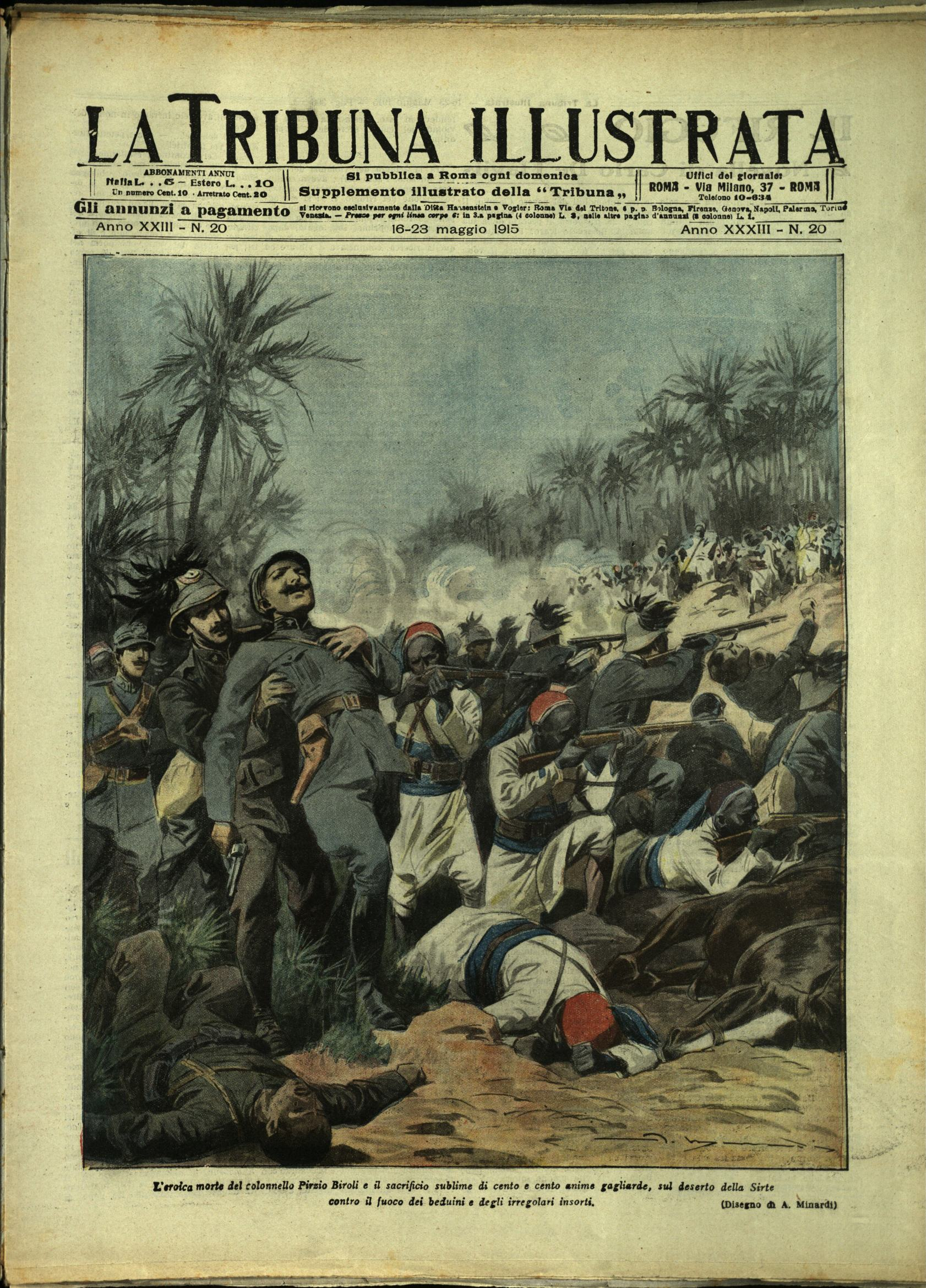
"L'eroica morte del colonnello Pirzio Biroli e il sacrificio sublime di cento e cento anime gagliarde, sul deserto della Sirte contro il fuoco dei beduini e degli irregolari insorti" (La Tribuna Illustrata)

Nacque a Siderno Marina il 24 maggio 1863 da Alessandro Pirzio Biroli e Marianna Beretta. La sua famiglia, di forte tradizione militare, dette all'Italia parecchi ufficiali. Il fratello maggiore di Cesare, Carlo Alberto fuggì di casa a 16 anni per combattere con Garibaldi a Bezzecca mentre il fratello Luigi Nelson combatté durante la guerra italo-turca e la grande guerra. Anche Cesare percorse tutta la sua carriera nel Regio Esercito, nel reparto dei Bersaglieri. Partecipò alla guerra italo-turca. Fu decorato della medaglia d'argento al valore militare, avendo partecipato allo sbarco di Kalithea (Rodi) e ad altre azioni, distinguendosi per capacità e valore. Tornato in patria, soccorse la popolazione abruzzese durante il disastro di Avezzano, ove comandò la sottozona di Tagliacozzo, meritando gli elogi dell'autorità per la prontezza dei soccorsi e per il valido aiuto recato in difficili condizioni. 

## Campagne in Libia
Prese parte alle operazioni militari in Libia dal 1911 al 1913. L'11 febbraio 1915 fu inviato nuovamente in Libia destinato a Misurata, al comando del 2º battaglione bersaglieri. Fu nominato tenente colonnello dal 31 marzo dello stesso anno. Egli avrebbe dovuto lasciare la Libia e trovarsi a Torino per gli ultimi giorni d'aprile. Ma un ritardo della lettera di nomina trattenne ancora il Pirzio Biroli nella Sirtica, dove fu coinvolto nella fatidica spedizione punitiva del colonnello Miani. Nella località di Gasr Bu Hàdi la colonna italiana fu attaccata improvvisamente da truppe nemiche. Cadeva colpito a morte a causa del fittissimo tiro di fucileria avversario. Lasciò la moglie Luisa e le due figlie, Clara ed Olga, che risiedevano a Roma con la suocera Antonietta Santo.